# Johann Jakob Schmauß
Johann Jakob Schmauß (* 10. März 1690 in Landau; † 8. April 1757 in Göttingen; auch Johann Jacob Schmauß) war ein deutscher Rechtswissenschaftler, Historiker und Hochschullehrer.

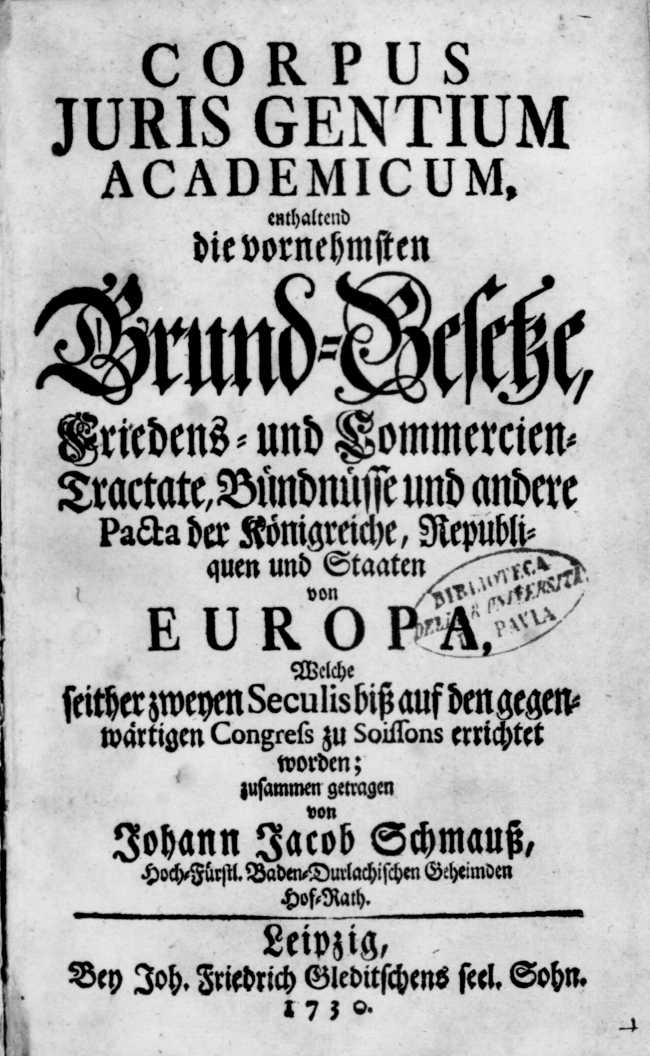
Corpus iuris gentium academicum, 1730

## Leben
Nach dem Besuch der Gymnasien in Durlach und Stuttgart, studierte Schmauß zunächst ab 1707 in Straßburg und anschließend an der Universität in Halle. Dort stand er vor allem unter dem Einfluss der Gelehrten Christian Thomasius und Nikolaus Hieronymus Gundling. 1712 habilitierte sich Schmauß in Halle, wodurch er Vorlesungen im Bereich Geschichte halten konnte. Zu dieser Zeit begann Schmauß regelmäßig Schriften herauszugeben.
Ohne seine literarische Tätigkeiten einzuschränken, trat er 1721 in die Dienste des Markgrafen von Baden-Durlach, zuerst als Hofrat, dann 1728 als Geheimer Kammerrat, außerdem übernahm er für den Bischof von Straßburg dessen Amtsgeschäfte im Heiligen Römischen Reich. Am 29. April 1734 wurde Schmauß auf Betreiben von Gerlach Adolph von Münchhausen die professio historiarum et juris naturae et gentium in Göttingen übertragen. Münchhausen wollte ihn vor allem aufgrund seiner Beliebtheit in aristokratischen Kreisen und der bei Gundling genossenen Lehren an die soeben gegründete Universität Göttingen binden. Nach dem Tod Johann Peter von Ludewigs (1743) wurde Schmauß als dessen Nachfolger an die Universität Halle berufen. Wegen verzögerter Amtseinführung und ausbleibender Besoldung wandte er sich von dort jedoch zunächst nach Leipzig, wo er kurzzeitig an der Universität lehrte, kehrte dann aber 1744 wieder auf seine Position in Göttingen zurück, auf der er bis zu seinem Tod verblieb.
Christian Ludwig Scheidt war einige Jahre sein Schwiegersohn.

## Werke (Auswahl)
- Das Glorwürdigste Leben Und die Grossen Helden-Thaten Sr. letztverstorbenen Majest. Caroli II. Königs in Schweden. Halle, Neue Buchhandlung, 1719.
- Kurtzer Begriff der Reichshistorie, Leipzig 1720, vermehrt 1729; 1740–51, 3 Auflagen.
- Corpus juris publici S. R. Imperii academicum, 1722–1794, 7 Auflagen.
- Corpus iuris gentium academicum. Johann Gottlieb Gleditsch, Leipzig 1730 (Latein, beic.it).
- Einleitung zu der Staats-Wissenschafft. Band 1. Johann Friedrich Gleditsch, Leipzig 1741 (Latein, beic.it).
- Einleitung zu der Staats-Wissenschafft. Band 2. Johann Friedrich Gleditsch, Leipzig 1747 (Latein, beic.it).
- Compendium juris publici, 1746; neue Auflagen 1752, 1754.
- Reichsabschiede, 1747.
- Neues Systema des Rechts der Natur. Abram Vandenhoects Wittwe, Göttingen 1754 (Latein, beic.it).
- Unpartheyische Prufung des neuen Systematis des Rechts der Natur. Frankfurt am Main 1755 (Latein, beic.it).
- J. J. Schmaußens akademische Reden und Vorlesungen über das Teutsche Staatsrecht, 1766 postum.